# International Women's Open 1996 - Doppio
Il doppio dell'International Women's Open 1996 è stato un torneo di tennis facente parte del WTA Tour 1996.
Jana Novotná e Arantxa Sánchez Vicario erano le detentrici del titolo e hanno battuto in finale 4–6, 7–5, 6–4  Rosalyn Nideffer e Pam Shriver.

## Teste di serie
1. Jana Novotná /  Arantxa Sánchez Vicario (campionesse)
2. n/a
3. Katrina Adams /  Meredith McGrath (semifinali)
4. Nicole Arendt /  Manon Bollegraf (primo turno)

## Tabellone

### Legenda
| - Q = Qualificato - WC = Wild card - LL = Lucky loser | - ALT = Alternate - SE = Special Exempt - PR = Protected Ranking | - w/o = Walkover - r = Ritirato - d = Squalificato |